# Rörtjärnen (Hotagens socken, Jämtland, 710888-141780)
Rörtjärnen är en sjö i Krokoms kommun i Jämtland och ingår i Indalsälvens huvudavrinningsområde. Sjön har en area på 0,0637 kvadratkilometer och ligger 397,3 meter över havet.

## Delavrinningsområde
Rörtjärnen ingår i det delavrinningsområde (710994-141999) som SMHI kallar för Ovan 710835-141861. Medelhöjden är 498 meter över havet och ytan är 10,02 kvadratkilometer. Räknas de 8 avrinningsområdena uppströms in blir den ackumulerade arean 213,98 kvadratkilometer. Gunnarvattsån som avvattnar avrinningsområdet har biflödesordning 3, vilket innebär att vattnet flödar genom totalt 3 vattendrag innan det når havet efter 302 kilometer. Avrinningsområdet består mestadels av skog (92 procent). Avrinningsområdet har 0,18 kvadratkilometer vattenytor vilket ger det en sjöprocent på 1,8 procent.